# Веноза
Веноза (итал. Venosa) је насеље у Италији у округу Потенца, региону Базиликата.
Према процени из 2011. у насељу је живело 11328 становника. Насеље се налази на надморској висини од 418 м.

## Становништво
| 1931.  | 1936.  | 1951.  | 1961.  | 1971.  | 1981.  | 1991.  | 2001.  | 2011.  |
| ------ | ------ | ------ | ------ | ------ | ------ | ------ | ------ | ------ |
| 10.092 | 11.045 | 13.427 | 12.701 | 11.242 | 11.925 | 11.905 | 12.148 | 12.167 |